# 岅峪东岳庙
岅峪东岳庙是一处古建筑，位于山西省吕梁市汾阳市三泉镇岅峪村，建于明、清。
2020年，岅峪东岳庙列入山西省文物局公示的第六批省级文物保护单位名单。2021年8月4日，岅峪东岳庙公布为第六批山西省文物保护单位。
2021年11月，汾阳市连降大雨，汾阳市人民检察院牵头开展“文物保护”专项行动，保护该市新增的12处第六批省级文物保护单位，包括岅峪东岳庙、东石龙天庙、后沟玲珑塔、刘家堡关帝庙旧址等，了解发现存在安全隐患情况，启动行政公益诉讼诉前程序，推进文物保护工作。